# Biemna microstrongyla
Biemna microstrongyla är en svampdjursart som först beskrevs av Jörn Hentschel 1912.  Biemna microstrongyla ingår i släktet Biemna och familjen Desmacellidae. Inga underarter finns listade i Catalogue of Life.